# Issam Jebali
Issam Jebali (ar. عصام الجبالي; ur. 25 grudnia 1991 w Majaz al Bab) – tunezyjski piłkarz grający na pozycji napastnika. Od 2023 jest zawodnikiem klubu Gamba Osaka.

## Kariera klubowa
Swoją piłkarską karierę Jebali rozpoczął w klubie ES Sahel. W sezonie 2009/2010 zadebiutował w jego barwach w pierwszej lidze tunezyjskiej. W sezonie 2010/2011 został wicemistrzem Tunezji. W sezonie 2011/2012 zdobył z nim Puchar Tunezji. Latem 2012 udał się na wypożyczenie do Espérance Zarzis, w którym swój debiut zaliczył 12 lutego 2013 w zremisowanym 0:0 wyjazdowym meczu z JS Kairouan. Po roku wrócił do ES Sahel. W sezonie 2013/2014 został z nim wicemistrzem kraju oraz sięgnął po krajowy puchar.
W lutym 2015 Jebali przeszedł do szwedzkiego drugoligowca, IFK Värnamo. Swój debiut w nim zanotował 7 kwietnia 2015 w wygranym 2:1 domowym meczu z Ljungskile SK. W debiucie strzelił gola. W IFK grał do połowy 2016 roku.
Latem 2016 Jebali został piłkarzem pierwszoligowego IF Elfsborg. Zadebiutował w nim 25 lipca 2016 w zwycięskim 3:1 domowym spotkaniu z Östersunds FK. Zawodnikiem Elfsborga był do sierpnia 2018.
W sierpniu 2018 Jebali przeszedł do Rosenborga. Swój debiut w nim zanotował 19 sierpnia 2018 w wygranym 2:0 wyjazdowym meczu z Kristiansund BK. W debiucie strzelił bramkę. W sezonie 2018 wywalczył z Rosenborgiem mistrzostwo Norwegii oraz zdobył Puchar Norwegii.
W styczniu 2019 Jebali został piłkarzem saudyjskiego Al-Wehda Club Mekka. Swój debiut w nim zaliczył 8 marca 2019 w zremisowanym 1:1 domowym meczu z Al-Hilal. Zawodnikiem Al-Wehda był przez pół roku.
30 lipca 2019 Jebali odszedł do duńskiego Odense Boldklub. Zadebiutował w nim 9 sierpnia 2019 w wygranym 1:0 domowym spotkaniu z Randers FC.
W styczniu 2023 został zawodnikiem japońskiego klubu Gamba Osaka. W J1 League zadebiutował 25 lutego 2023 w zremisowanym 1:1 meczu z Sagan Tosu.
Stan na 14 września 2024
| Sezon   | Klub                    | Kraj             | Rozgrywki                 | Mecze | Gole |
| ------- | ----------------------- | ---------------- | ------------------------- | ----- | ---- |
| 2009/10 | ES Sahel                | Tunezja          | CLP-1                     | 16    | 2    |
| 2010/11 | ES Sahel                | Tunezja          | CLP-1                     | 12    | 0    |
| 2011/12 | ES Sahel                | Tunezja          | CLP-1                     | 5     | 0    |
| 2012/13 | Espérance Zarzis (wyp.) | Tunezja          | CLP-1                     | 8     | 2    |
| 2013/14 | ES Sahel                | Tunezja          | CLP-1                     | 23    | 3    |
| 2015    | IFK Värnamo             | Szwecja          | Superettan                | 26    | 5    |
| 2016    | IFK Värnamo             | Szwecja          | Superettan                | 15    | 6    |
| 2016    | IF Elfsborg             | Szwecja          | Allsvenskan               | 15    | 7    |
| 2017    | IF Elfsborg             | Szwecja          | Allsvenskan               | 29    | 10   |
| 2018    | IF Elfsborg             | Szwecja          | Allsvenskan               | 15    | 3    |
| 2018    | Rosenborg BK            | Norwegia         | Eliteserien               | 7     | 3    |
| 2018/19 | Al-Wehda                | Arabia Saudyjska | Saudi Professional League | 13    | 3    |
| 2019/20 | Odense Boldklub         | Dania            | Superligaen               | 24    | 3    |
| 2020/21 | Odense Boldklub         | Dania            | Superligaen               | 30    | 10   |
| 2021/22 | Odense Boldklub         | Dania            | Superligaen               | 25    | 10   |
| 2022/23 | Odense Boldklub         | Dania            | Superligaen               | 13    | 4    |
| 2023    | Gamba Osaka             | Japonia          | J1 League                 | 29    | 5    |
| 2024    | Gamba Osaka             | Japonia          | J1 League                 | 15    | 2    |

## Kariera reprezentacyjna
W reprezentacji Tunezji Jebali zadebiutował 9 września 2018 w wygranym 2:0 meczu kwalifikacji do Pucharu Narodów Afryki 2019 z Eswatini, rozegranym w Manzini. W 2022 roku został powołany do kadry na Puchar Narodów Afryki 2021. Na tym turnieju rozegrał dwa mecze: w 1/8 finału z Nigerią (1:0) i ćwierćfinałowy z Burkiną Faso (0:1).
Reprezentował Tunezję na Mistrzostwach Świata 2022 w Katarze, zagrał w trzech meczach fazy grupowej w wymiarze 184. minut.